# Automeris grammoboliviana
Automeris grammoboliviana é uma espécie de mariposa do gênero Automeris, da família Saturniidae.
Sua ocorrência foi registrada na Bolívia.